# Pù Luông
Pù Luông là một xã thuộc tỉnh Thanh Hóa, Việt Nam.
Được thành lập ngày 16 tháng 6 năm 2025 trên cơ sở các xã Thành Sơn, Lũng Niêm, Thành Lâm của huyện Bá Thước, xã Pù Luông chính thức hoạt động từ ngày 1 tháng 7 cùng năm.

## Địa lý
Xã Pù Luông nằm ở vùng núi phía tây bắc tỉnh Thanh Hóa, có vị trí địa lý:
- Phía đông và phía bắc giáp xã Cổ Lũng
- Phía tây bắc giáp các xã Phú Lệ, Phú Xuân
- Phía tây và phía nam giáp xã Hồi Xuân
- Phía đông nam giáp xã Bá Thước.

Xã Pù Luông có diện tích tự nhiên 81,71 km², quy mô dân số năm 2024 là 9.573 người, mật độ dân số đạt 117 người/km².

## Lịch sử
Địa giới hành chính xã Pù Luông trước đây là các xã Thành Sơn, Lũng Niêm, Thành Lâm, nằm ở phía tây bắc huyện Bá Thước.
Ngày 16 tháng 6 năm 2025, huyện Bá Thước bị giải thể do bỏ cấp huyện; xã Pù Luông được thành lập theo Nghị quyết số 1686/NQ-UBTVQH15 của Ủy ban Thường vụ Quốc hội trên cơ sở sáp nhập toàn bộ diện tích tự nhiên và quy mô dân số của 3 xã Thành Sơn, Lũng Niêm, Thành Lâm từng thuộc huyện Bá Thước. Xã này chính thức hoạt động từ ngày 1 tháng 7 năm 2025, là đơn vị hành chính trực thuộc tỉnh Thanh Hóa.

## Hành chính
Xã Pù Luông có 20 tổ chức tự quản. Dưới đây là danh sách các tổ chức tự quản theo địa giới từng xã cũ:
| Mã    | Tên xã    | Hành chính    | Hành chính                                                                |
| Mã    | Tên xã    | Số lượng      | Danh sách                                                                 |
| ----- | --------- | ------------- | ------------------------------------------------------------------------- |
| 14938 | Thành Sơn | 5 thôn, 1 bản | Các thôn: Báng, Eo Kén, Kho Mường, Nông Công, Pà Ban; bản Pù Luông        |
| 14956 | Lũng Niêm | 7 thôn, 1 phố | Các thôn: Bồng, Đòn, Đồng, Đủ, Lặn Ngoài, Lặn Trong, Niêm Thành; phố Đoàn |
| 14968 | Thành Lâm | 6 thôn        | Bầm, Cốc, Đanh, Đôn, Leo, Tân Thành                                       |